# Lískovec (Bělá nad Radbuzou)
Lískovec (německy Haselberg) je zaniklá vesnice na území města Bělá nad Radbuzou, v katastrálním území Újezd Svatého Kříže v okrese Domažlice. Český název dostala vesnice v roce 1948. Lískovec stál na východním svahu kopce Lískovec (670 m) asi 1,2 km severozápadně od Starého Kramolína, 1,5 km jihojihozápadně od Újezdu Svatého Kříže, pod který dříve administrativně spadal.

## Historie
První písemná zmínka o vesnici pochází z roku 1581, kdy je uváděna v soupisu panství Újezdu Svatého Kříže. V roce 1622 je ves zmiňována mezi statky panství Újezdu Svatého Kříže, který byl zkonfiskován Lamingerům. Přestože ves patřila ke starším sídlům nedošlo k jejímu výraznějšímu rozvoji.
Po druhé světové válce postihl vesnici odsun německého obyvatelstva. Ačkoliv vesnice ležela poměrně daleko od státní hranice, bylo její dosídlení kvůli špatnému přístupu problematické a vesnice v 50. letech 20. století zanikla. Dochovaly se jen ruiny, převážně základy zděných zemědělských staveb.

## Obyvatelstvo
Při sčítání lidu v roce 1921 zde žilo 83 obyvatel, všichni německé národnosti. K římskokatolické církvi se hlásilo 81 obyvatel, dva byli bez vyznání.
| Rok            | 1869 | 1880 | 1890 | 1900 | 1910 | 1921 | 1930 | 1950 | 1961 | 1970 | 1980 | 1991 | 2001 | 2011 |
| -------------- | ---- | ---- | ---- | ---- | ---- | ---- | ---- | ---- | ---- | ---- | ---- | ---- | ---- | ---- |
| Počet obyvatel | 97   | 90   | 86   | 75   | 86   | 83   | 61   | 18   | —    | —    | —    | —    | —    | —    |
| Počet domů     | 13   | 13   | 13   | 13   | 13   | 13   | 13   | 5    | —    | —    | —    | —    | —    | —    |